# Saint-André-de-Cruzières
Saint-André-de-Cruzières ist eine französische Gemeinde mit 464 Einwohnern (Stand 1. Januar 2022) im französischen Département Ardèche.

## Geographie
Saint-André-de-Cruzières liegt im Tal des Flusses Claysse, am Fuße der Cevennen, im Süden des Départements. Die nächstgrößere Stadt ist Alès in etwa 20 Kilometern Entfernung Richtung Südwesten.

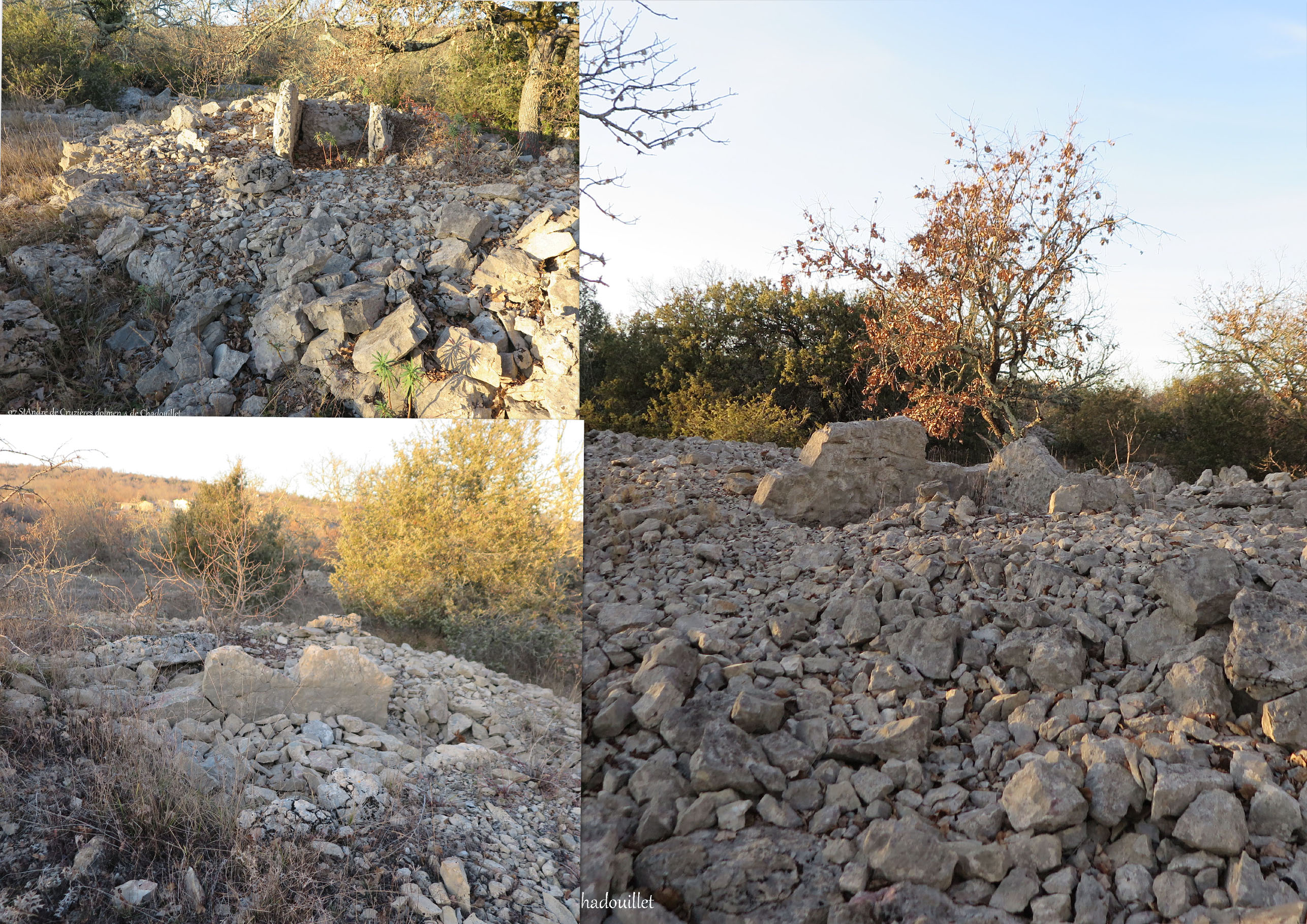
Dolmens von Chadouilletin Saint-André-de-Cruzières

## Bevölkerung
| Jahr                       | 1968 | 1975 | 1982 | 1990 | 1999 | 2007 | 2017 |
| -------------------------- | ---- | ---- | ---- | ---- | ---- | ---- | ---- |
| Einwohner                  | 425  | 403  | 411  | 383  | 425  | 521  | 464  |
| Quellen: Cassini und INSEE |      |      |      |      |      |      |      |